# Triaenodes implexus
Triaenodes implexus là một loài Trichoptera trong họ Leptoceridae. Chúng phân bố ở miền Australasia.